# Pamięć wody
Ten artykuł opisuje teorie, metody lub czynności niezgodne ze współczesną wiedzą medyczną.
Pamięć wody – pseudonaukowa, niepotwierdzona w recenzowanych czasopismach naukowych hipoteza dotycząca rzekomego gromadzenia i przechowywania informacji przez wodę. Hipoteza głosi, że cząsteczki, stykając się z cząsteczkami innych substancji, przybierają charakterystyczne ułożenie lub drganie, stan ten jest zachowywany i przenoszony na następne cząstki wody pomimo wielokrotnego i ogromnego rozcieńczania, jak i oddzielenia substancji zmieniających układ cząsteczek wody. Jest jedną z sugerowanych podstaw homeopatii, próbując wyjaśnić, jak działają leki o rozcieńczeniu tak dużym, że średnia liczba cząsteczek leku w dawce jest mniejsza od 1.

## Historia
Prawdopodobnie pierwszą osobą, która a priori uznała istnienie pamięci wody, był Samuel Hahnemann (1755–1843), który uchodzi dziś za ojca homeopatii. Uważał, że lekarstwa w dużym rozcieńczeniu również działają, o ile są odpowiednio przypisane do chorób. Innym zwolennikiem teorii pamięci wody był Wiktor Schauberger (1885–1958), który publikował prace o naturalnej energii wody, przejawiającej się jego zdaniem w charakterystycznym ruchu spiralnym tworzących ją cząstek.
Johann Grander, mieszkaniec Seefeld in Tirol w Tyrolu, Austria założył w latach 70. XX w. przedsiębiorstwo Grander Technology, które zajmuje się produkcją urządzeń o nazwie „rewitalizator wody”, która według zapewnień producenta przekształca zwykłą wodę w jej specjalną odmianę „wodę ożywioną”. Właśnie w tej wodzie ma być osiągnięta maksymalna koncentracja „pozytywnych biologicznie drgań”, które mają mieć pozytywne oddziaływanie na zdrowie człowieka.
Przedsiębiorstwo Grandera nie podaje szczegółów technicznych produkcji wody ożywionej oraz podstaw naukowych jej produkcji, a także szczegółowych opisów swoich badań, które doprowadziły go do „odkrycia” tego zjawiska. Jego „wyjaśnienia” zawierają określenia w rodzaju „wewnętrzna struktura wody”, „samouporządkowanie się wody”, „cykl kwantowy” itp.
Najbardziej znanym zwolennikiem tej teorii stał się francuski immunolog Jacques Benveniste, który próbował stworzyć naukowe wyjaśnienie homeopatii. Opisywał on w swoich publikacjach wiele różnych eksperymentów, w których dowodził istnienia zjawiska pamięci wody. Na dorocznej konferencji American Academy of Allergy, Asthma and Immunology w 1997 twierdził on, że przy użyciu odpowiednich urządzeń można nawet wykorzystywać to zjawisko do przechowywania i transmitowania dużych ilości informacji. Za swoje badania nad pamięcią wody Benveniste otrzymał satyryczną nagrodę IgNobla w 1991.

## Krytyka naukowa
Próby powtórzenia eksperymentów Jacques’a Benveniste początkowo doprowadziły do mieszanych rezultatów. Zespół z Queen’s University Belfast, pracujący pod kierunkiem Madeleine Ennis, stwierdził, że zdołał w pewnym stopniu powtórzyć niektóre wyniki Jacques’a Benveniste, jednak kolejne kilka prób osiągnięcia tych zaskakujących rezultatów przez kilka ośrodków naukowych w różnych częściach świata nie powiodło się.
W 2000 znany sceptyk James Randi przeznaczył 1 milion USD nagrody w ramach programu BBC Horizon dla osób, które zdołają wykonać przekonujący eksperyment dowodzący istnienia zjawiska pamięci wody. Eksperymenty te nadzorował wiceprezes Royal Society, John Enderby. Żadna z osób uczestniczących w programie nie zdołała przeprowadzić z powodzeniem zamierzonych eksperymentów. Madeleine Ennis twierdziła jednak, że próba powtórzenia jej eksperymentów nie została właściwie wykonana.
Mimo negatywnych wyników prób weryfikacji eksperymentów z pamięcią wody opublikowanych w recenzowanych czasopismach naukowych, nadal często można znaleźć rozmaite, nieopublikowane nigdzie indziej doniesienia o kolejnych badaniach nad tym zjawiskiem. Są to m.in. prace publikowane przez Japończyka Masaru Emoto czy Rosjanina S. Zenina, którego praca habilitacyjna dotyczyła tego zjawiska.
Ponadto zgodnie z badaniami fizykochemicznymi, lokalna struktura wody utrzymuje się przez mniej więcej 1 pikosekundę (0,000000000001 s). Tyle więc możliwie mogłaby trwać pamięć wody o właściwościach substancji w niej rozpuszczonych, czyli o wiele za krótko, by można uznać ją za znaczącą klinicznie.